# Clara Eliza Smith
 Clara Eliza Smith  (* 20. Mai 1865 in Northford, Connecticut; † 12. Mai 1943 in Wellesley, Massachusetts) war eine US-amerikanische Mathematikerin und Hochschullehrerin. 

## Leben und Forschung
Smith wurde bei Privatlehrern ausgebildet und trat 1882 in das Mount Holyoke Female Seminary (heute Mount Holyoke College) ein, wo sie 1885 ihr Studium abschloss. Von 1886 bis 1889 besuchte sie die Yale School of the Fine Arts und war danach bis 1897 Zeichenlehrerin und Assistentin für Mathematik am Bloomsburg Literary Institute und der State Normal School (heute Bloomsburg University of Pennsylvania). 1901 begann sie das Mathematikstudium an der Yale Graduate School und erhielt 1902 den Bachelor-Abschluss am Mount Holyoke College. 
1904 promovierte sie bei James Pierpont an der Yale University mit der Dissertation Representation of an Arbitrary Function by Means of Bessel's Functions. 1906 unterrichtete sie Mathematik am Wellesley College und anschließend am Western College for Women in Oxford (Ohio). 1908 kehrte sie an das Wellesley College zurück, war von 1914 bis 1924 außerordentliche Professorin und bis zu ihrer Pensionierung Professorin. Von 1911 bis 1912 reiste sie, nahm am Treffen der deutschen mathematischen Gesellschaft teil und studierte ein Semester an der Georg-August-Universität Göttingen. Von 1918 bis 1919 war sie Austauschprofessorin am Goucher College und von 1926 bis 1927 unternahm sie eine Weltreise.
Sie war von 1923 bis 1925 Mitglied des Kuratoriums der Mathematical Association of America und wurde 1927 zur Vizepräsidentin der Vereinigung gewählt. Sie war Co-Autorin der Lehrbücher Selected Topics in Higher Algebra und A First Course in Higher Algebra mit Helen Abbot Merrill. 1937 war sie einer der Ehrengäste des Sektionsmeeting der American Mathematical Society an der Pennsylvania State, zu dem Helen Brewster Owens eingeladen hatte zu Ehren von Frauen, die Pioniere in der mathematischen Forschung in Amerika waren.

## Mitgliedschaften
- American Mathematical Society
- Mathematical Association of America
- American Association for the Advancement of Science

## Veröffentlichungen (Auswahl)
- 1898: The Geometry of Simpson’s Line. In: Proceedings of the Indiana Academy of Science. Band 8, S. 101–117 (iupui.edu).
- 1907: A theorem of Abel and Its Application to the Development of a Function in Terms of Bessel's Functions. In: Transactions of the American Mathematical Society. Band 8, Nr. 1, S. 92–106 (dio.org).
- 1914: (zusammen mit H. A. Merrill) Selected Topics in College Algebra. Norwood Press, Norwood.
- 1917: (zusammen mit H. A. Merrill) A First Course in Higher Algebra. The Macmillan Company, New York.
- 1927: A Brief Course in Trigonometry. Edwards Brothers, Ann Arbor.